# Église protestante en Allemagne
L’Église protestante en Allemagne (en allemand : Evangelische Kirche in Deutschland, EKD) est le regroupement fédéral d’églises protestantes luthériennes, réformées et unies en Allemagne.
Elle regroupe une communauté de 20 églises autonomes et régionales. L’EKD comme ses membres les églises régionales, est reconnue comme établissement public du culte. Son siège est à Hanovre. Toutes les Églises régionales de l’EKD font partie de la Communion d'Églises protestantes en Europe.
En 2019, l’Église protestante en Allemagne fédérait près de 20,7 millions de protestants, soit 24,9 % de la population allemande. C’est la seconde religion d’Allemagne après le catholicisme (27,2 %).
L’EKD a été fondée en 1945, son organisation actuelle date de 1948. L’organisation de la vie ecclésiale protestante est fédérale sur tous les plans.
L’EKD s’occupe des devoirs communs qui lui sont délégués par les Églises membres. Les collèges constitués et élus démocratiquement sont : le synode, le conseil, et la conférence d’Église. Ils assument la responsabilité des fonctions de l’EKD fixées dans sa constitution, ou décidées par la base de l’Église. Les affaires du synode, du conseil et de la conférence d’Église sont la tâche de l’organisation de l’EKD.

## Histoire

### Saint-Empire et Empire allemand
Jusqu’à la fin de la Première Guerre mondiale, les Églises protestantes d’Allemagne étaient étroitement liées aux différentes monarchies des États allemands ; leur statut juridique était le régime de gouvernement seigneurial des églises, parfois exercé par les autorités municipales dans le cas des villes libres d'Empire. Il était donc fréquent que le prince local, comte, duc, grand-duc ou roi, soit considéré comme le chef de l’Église, tout comme le monarque anglais est à la tête de l’Église d'Angleterre. L’expression Landeskirche (« Église d’État ») appliquée à une église actuelle signifie qu’il s’agissait originellement de l’Église protestante officielle d’un État allemand constitué. Cet état de choses, peu compatible avec la montée de l’idée de liberté religieuse au XIXe siècle, a pris fin en 1918 avec la naissance de la République de Weimar et l’abdication des princes allemands. Cette évolution n’empêche cependant pas les Églises de s’appeler toujours Landeskirche et de conserver leurs noms officiels. Mis à part quelques changements mineurs, les territoires correspondant aux différentes Églises reflètent la carte politique de l’Allemagne en 1848, sauf l’Église de Prusse qui a éclaté en 1947 en Églises provinciales correspondant aux différentes provinces prussiennes issues du traité de Potsdam.
La majorité des souverains allemands était luthériens et donc leurs églises aussi, en application du principe cujus regio, ejus religio posé par la Paix d'Augsbourg (1555). Mais il arrivait que le souverain soit réformé (calviniste), par exemple le duc de Palatinat-Deux-Ponts, le landgrave Maurice de Hesse-Cassel, le comte de Lippe ou le roi de Prusse. Dans ce cas, et à la suite de la reconnaissance du calvinisme lors des traités de Westphalie (1648), son territoire devait en principe être entièrement de religion réformée, mais la résistance d’une partie du peuple protestant, attaché à Luther et au luthéranisme, posa souvent des problèmes qui durent être résolus par des concessions aux luthériens.
Dans le cas de la Prusse, le roi (lui-même calviniste) Frédéric-Guillaume III tenta d’unir les dénominations luthérienne et réformée en ses États en créant une seule église à laquelle il entendait imposer une liturgie luthéro-réformée commune. Il créa ainsi un très grand ensemble, l’Église protestante de l'Union prussienne (Evangelische Kirche der altpreußischen Union), qui devint l’église officielle de l’État prussien, la plus grosse Landeskirche qui compta jusqu’à 18 millions de fidèles. Mais cela causa des dissensions et des résistances, d’où l’apparition de schismes, notamment les « vieux-luthériens », et l’existence au sein du nouvel ensemble de paroisses « unies » qui avait accepté la fusion proposée, de paroisses luthériennes et de paroisses réformées. Il y eut également des unions d’Églises ailleurs par exemple dans le comté de Hanau-Münzenberg.

### République de Weimar
Après la défaite de 1918, une république fut fondée en Allemagne, et les liens entre les états et les églises furent brisés. Reprenant l’idée d’une unité luthéro-réformée déjà tentée dans le passé, la Deutsche Evangelische Kirche (DEK), qui se traduit en français par Église allemande protestante, est fondée en juillet 1933. Il s’agit de l’union de 28 églises protestantes, les fameuses Landeskirchen. La DEK remplace la Deutscher Evangelischer Kirchenbund (Fédération allemande des Églises protestantes) formée en 1922.

### Période nazie
Au début des années 1930, le courant Deutsche Christen (Chrétiens allemands), très proche du parti nazi réussit à noyauter le premier Reichsynod et à faire élire à la tête de la DEK l’ancien aumônier militaire Ludwig Müller au poste nouvellement créé d’« évêque du Reich ». Müller ne parvient pas à assurer durablement son autorité sur les Landeskirchen, mais avec la nomination de Hanns Kerrl comme « ministre du Reich pour les questions religieuses » - par décret du 16 juillet 1935 - et la fondation de Église protestante du Reich, l’État nazi met la main sur l’administration des Églises protestantes allemandes,.

#### L’Église confessante
Au cours de l’été 1933, le pasteur Martin Niemöller crée la Pfarrernotbund (alliance pastorale de détresse) qui s’oppose à la recommandation nazie d’interdire l’exercice du ministère à tout pasteur qui aurait une ascendance juive, au nom d’un « principe aryen ». L’initiative soutenue par nombre de pasteurs et de laïcs se traduit par la réunion d’une série de synodes libres rassemblant fidèles et pasteurs refusant de se soumettre aux exigences idéologiques des nazis. Ainsi, au cours d'un synode clandestin qui a lieu en mai 1934 à Barmen, des membres d’Églises luthériennes, réformées et unies adoptent une charte de la résistance spirituelle au nazisme, connue comme étant la déclaration de Barmen, dont la confession est inspirée - et partiellement rédigée - par Karl Barth. Celle-ci est constitutive de l’Église confessante (Bekennende Kirche), présidée par un Conseil fraternel du Reich et qui proclame que l’Église d’Allemagne n’est pas un « organisme d’État » et n’a d’autre fondement que la Parole de Dieu. Un synode tenu en octobre 1934 à de Berlin-Dahlem dote la nouvelle Église d’une « Direction provisoire » en concurrence avec l’Épiscopat du Reich.
L’opposition radicale au pouvoir nazi dans les rangs de l’Église confessante - à l’instar de celle du pasteur Dietrich Bonhoeffer qui soutient que « celui qui se sépare sciemment de l’Église confessante en Allemagne se sépare du salut  » - amène bientôt des ruptures et, en 1936, les évêques des Églises intactes (c’est-à-dire celles de gestion pas corrumpue par des Chrétiens allemands, soit celles de Bavière luthérienne, de Hanovre luthérien, de Wurtemberg et de la province ecclésiale vieille-prussienne de Westphalie), se retirent de la Direction provisoire et forment avec d’autres représentants d’Églises provinciales un « Conseil de l’Église protestante luthérienne d’Allemagne ». 
La répression s’abat : entre autres exemples, dès mars 1937, Martin Niemöller est interné à Sachsenhausen, puis Dachau. Dietrich Bonhoeffer sera quant à lui arrêté en 1943 et interné à Buchenwald, puis à Flossenbürg.

### Après-guerre
En 1948, libérée de l’influence des Chrétiens allemands, les Églises réformées et les Églises unies se fondent dans l’« Église protestante d’Allemagne » (Evangelische Kirche in Deutschland, où EKD) à la conférence d’Eisenach.
En 1969, les huit églises territoriales de la République démocratique allemande se séparent de l’EKD (en raison notamment de la guerre froide et des difficultés de communication dues au rideau de fer). Elles forment la « Fédération des Églises protestantes de la RDA » (Bund der Evangelischen Kirchen in der DDR). Pendant la période communiste, le nombre des membres des Églises protestantes en Allemagne de l’Est baisse considérablement. Les Églises protestantes luthériennes, réformées et unies, majoritaires en RDA sont dans une situation très difficile : elles sont obligées de dialoguer avec le pouvoir qui les contrôle. La Stasi recrute des indicateurs parmi les membres des Églises protestantes. Ce sont pourtant ces Églises, notamment celles de Leipzig, Dresde et Berlin-Est, qui seront le « fer de lance » de mouvement de contestation qui entraineront la chute du mur de Berlin en novembre 1989 et à la réunification allemande en 1990.
En juin 1991, les églises membres BEK rejoignent de nouveau l’EKD.
Annette Kurschus devient présidente du conseil de l’EKD en 2021. Elle fixe trois objectifs à l’Église protestante en Allemagne : enrayer le départ de membres, restaurer des finances saines et lutter contre les abus sexuels. Soupçonnée d’être restée silencieuse après avoir été informée d’agressions sexuelles commises par un pasteur à Siegen dans les années 1990, elle démissionne de son poste de présidente du conseil en novembre 2023.

## Les membres actuels de l’EKD

Les 20 membres de l’EKD (2012)

Le mot allemand evangelisch correspond au français protestant, le mot français évangélique ayant au XXIe siècle une acception plus restreinte, comme l’anglais evangelical.
L’Église protestante en Allemagne est une fédération regroupant 20 Églises autonomes : 2 de tradition réformée (calviniste), 8 de tradition luthérienne, 3 Églises de confession unie et 7 Églises unies de gestion (c’est-à-dire regroupant des communautés luthériennes, réformées et protestantes unies).
| Nom de l’Église                                               | Type d’église             | Nombre de membres | Nombre de paroisses |
| ------------------------------------------------------------- | ------------------------- | ----------------- | ------------------- |
| Église protestante en Allemagne centrale                      | Église unie en gestion    | 732 868           | 1 912               |
| Église protestante luthérienne en Allemagne du Nord           | Église luthérienne        | 2 063 904         | 995                 |
| Église protestante du pays d’Anhalt                           | Église unie en confession | 33 907            | 143                 |
| Église protestante du Pays de Bade                            | Église unie en confession | 1 174 955         | 488                 |
| Église protestante luthérienne en Bavière                     | Église luthérienne        | 2 415 525         | 1 538               |
| Église protestante Berlin-Brandebourg-Haute Lusace silésienne | Église unie en gestion    | 980 670           | 1 260               |
| Église protestante de Brême                                   | Église unie en gestion    | 196 443           | 64                  |
| Église régionale protestante du pays de Brunswick             | Église luthérienne        | 341 919           | 385                 |
| Église protestante luthérienne du pays de Hanovre             | Église luthérienne        | 2 630 125         | 1 383               |
| Église protestante en Hesse et Nassau                         | Église unie en gestion    | 1 573 239         | 1 147               |
| Église protestante de Hesse électorale-Waldeck                | Église unie en gestion    | 829 678           | 756                 |
| Église de Lippe                                               | Église réformée           | 162 851           | 69                  |
| Église protestante luthérienne d'Oldenbourg                   | Église luthérienne        | 418 086           | 116                 |
| Église protestante du Palatinat                               | Église unie en confession | 526 034           | 402                 |
| Église protestante réformée                                   | Église réformée           | 177 037           | 146                 |
| Église protestante en Rhénanie                                | Église unie en gestion    | 2 581 362         | 719                 |
| Église protestante luthérienne du pays de Saxe                | Église luthérienne        | 701 008           | 712                 |
| Église protestante luthérienne du pays de Schaumbourg-Lippe   | Église luthérienne        | 52 364            | 22                  |
| Église protestante de Westphalie                              | Église unie en gestion    | 2 275 707         | 499                 |
| Église protestante du pays de Wurtemberg                      | Église luthérienne        | 2 054 505         | 1 299               |

Sont aussi affiliées :
- la Fédération des Églises protestantes réformées d'Allemagne (Bund der evangelisch-reformierter Kirchen Deutschlands)
- les Frères moraves (Herrnhuter Brüdergemeine)

## Affiliations
L’EKD est membre de nombreux organismes ecclésiastiques nationaux, européens et internationaux, dont :
- La communauté de travail des églises chrétiennes en Allemagne (Arbeitsgemeinschaft Christlicher Kirchen in Deutschland (de)),
- La Conférence des Églises sur le Rhin,
- La Conférence des Églises européennes,
- Le Conseil œcuménique des Églises.

## Présidents de l’Église depuis 1945
- Theophil Wurm (1945–1949)
- Otto Dibelius (1949–1961)
- Kurt Scharf (1961–1967)
- Hermann Dietzfelbinger (1967–1973)
- Helmut Claß (1973–1979)
- Eduard Lohse (1979–1985)
- Martin Kruse (1985–1991)
- Klaus Engelhardt (1991–1997)
- Manfred Kock (1997–2003)
- Wolfgang Huber (2003–2009)
- Margot Käßmann[16],[17]
- Nikolaus Schneider (2010-2014)
- Heinrich Bedford-Strohm (2014-2021)
- Annette Kurschus (2021-2023)[18]
- Kirsten Fehrs (2023-)